# Agence nationale de l'aviation civile (Mauritanie)
Pour les articles homonymes, voir Agence nationale de l'aviation civile.
L'Agence nationale de l'aviation civile (ANAC, arabe : الوكالة الوطنية للطيران المدني (acronymie: و.و.ط.م.)) est l'agence de l'aviation civile de la Mauritanie. L'ANAC a son siège à Nouakchott.
En 2014, l'agence mauritanienne ANAC maintient sa certification ISO 9001.
En octobre 2014 l'ANAC connait un différend avec Air France. La compagnie française arête de desservir les aéroports du pays.